# The Road to Hell
Albums de Chris Rea
Dancing with Strangers Auberge
The Road to Hell est un album de Chris Rea, sorti en 1989, qui reste son plus grand succès à ce jour.
Il a été enregistré dans le Studio Miraval en France.

## Morceaux
Toutes les chansons sont de Chris Rea.
1. The Road to Hell (Part 1) - 4:52
2. The Road to Hell (Part 2) - 4:30
3. You Must Be Evil - 4:20
4. Texas - 5:09
5. Looking for a Rainbow - 8:00
6. Your Warm and Tender Love - 4:32
7. Daytona - 5:04
8. That's What They Always Say - 4:27
9. I Just Wanna Be with You - 3:39
10. Tell Me There's a Heaven - 6:00

## Musiciens
- Chris Rea - vocals, guitare, claviers, production
- Robert Ahwai - guitare
- Eoghan O'Neill - basse
- Kevin Leach - keyboards
- Max Middleton - piano, arrangements
- Martin Ditcham - drums, percussion
- Linda Taylor, Karen Boddington, Carol Kenyon - vocals